# Zhongwei Airport
Zhongwei Airport är en flygplats i Kina. Den ligger i den autonoma regionen Ningxia, i den nordvästra delen av landet, omkring 140 kilometer sydväst om regionhuvudstaden Yinchuan.
Runt Zhongwei Airport är det ganska tätbefolkat, med 70 invånare per kvadratkilometer. Närmaste större samhälle är Binhe, 7,2 km söder om Zhongwei Airport. Trakten runt Zhongwei Airport består till största delen av jordbruksmark.
Genomsnittlig årsnederbörd är 275 millimeter. Den regnigaste månaden är juni, med i genomsnitt 63 mm nederbörd, och den torraste är december, med 1 mm nederbörd.